# 临城瓷窑址
临城瓷窑址，位于中国河北省邢台市祁村、岗头等，为邢台市临城县的一个省级文物保护单位，类型为古遗址，公布时间为1982年7月23日。
临城瓷窑址的历史年代为唐至元。